# Microdrosophila elongata
Microdrosophila elongata är en tvåvingeart som beskrevs av Toyohi Okada 1965. Microdrosophila elongata ingår i släktet Microdrosophila och familjen daggflugor. Inga underarter finns listade i Catalogue of Life.